# نهاد صليحه
نهاد صليحه (13 مارس 1945 - 6 يناير 2017) هي ناقدة وكاتبة مسرحية وأستاذة جامعية مصرية.

## حياتها ونشأتها
نهاد محمد خليل صليحة ولدت 13 مارس سنة 1945 بالقاهرة، حصلت علي ليسانس الآداب قسم إنجليزي جامعة القاهرة سنة 1966، حصلت علي درجة دكتوراه في المسرح من جامعة إكستر بالمملكة المتحدة سنة 1982، وماجستير في الأدب الإنجليزي، جامعة ساسكس بالمملكة المتحدة، 1969

## مسيرتها

### المناصب
- أستاذ الدراما والنقد بالمعهد العالي للنقد الفني – بأكاديمية الفنون المصرية -
- رئيس قسم التنشيط الثقافي -
- التحقت بأكاديمية الفنون بدرجة أستاذ مساعد لتدريس النقد والدراما بالمعهد العالي للنقد الفني عام 1977 م -
- قامت بتدريس كورسات في الدراما من الخارج في كل من :
- أ - قسم اللغة الإنجليزية – بكلية الآداب – جامعة القاهرة
- ب - قسم المسرح – بكلية الآداب – جامعة الإسكندرية
- ج - المعهد العالي للسينما د - معهد الفنون المسرحية -
- عملت بكلية الآداب – قسم اللغة الإنجليزية – جامعة الملك عبد العزيز – بالسعودية - كمدرس لمادة الدراما وشكسبير من 1975 إلى 1977 م
- النشاط في مجال المسرح :
- أولاً : النشاط في مجال النقد المسرحي : -
- تحرر القسم الخاص بالمسرح في صحيفة الأهرام ويكلي التي تصدر باللغة الإنجليزية منذ إنشائها عام 1989 م وحتى الآن -
- كتبت عشرات الدراسات والمقالات لمجلة المسرح الشهرية التي تصدر في القاهرة عن الهيئة المصرية العامة للكتاب -
- تساهم بالكتابة في دوريات وصحف أخرى مثل : جريدة الأهرام اليومية ، مجلة الفنون ، مجلة فصول ، ومجلة إبداع وغيرها . -
- ساهمت بالكتابة النقدية عن المسرح في مجلة الإذاعة والتليفزيون بانتظام على مدى ثلاثة أعوام من 1984 إلى 1987 م -
- ساهمت بالكتابة النقدية عن المسرح في مجلة روزاليوسف بانتظام على مدى ثلاثة أعوام -
- تهتم بصورة خاصة بالمسرح الهواة ومسرح الأقاليم في مصر وتحرص على متابعة نشاطه وحضور مهرجاناته وتشارك بالتحكيم في مسابقاته أحياناً   ثانياً : اللجان التي شاركت فيها : -
- عضو في اللجنة العليا للمسرح بالمجلس الأعلى للثقافة -
- عضو في اللجنة العليا للدراما الإذاعية والتليفزيونية -
- عضو في اللجنة التنفيذية العليا لمهرجان القاهرة الدولي للمسرح التجريبي منذ إنشاءه عام 1988 وحتى عام 1995 م ولازالت تشارك في الفعاليات الثقافية للمهرجان وأنشطته الفنية  ..

### المراكز و العضويات
- عضوة اللجنة العليا للمسرح بالمجلس الأعلى للثقافة
- عضوة في لجنة الدراما بقطاع الإنتاج للإذاعة والتلفزيون
- عضوة مجلس إدارة صندوق روبرتو شيميتا الدولي لدعم فناني المسرح الشباب في دول البحر المتوسط

## جوائز
- كرمت في الدورة الرابعة عشر لمهرجان دمشق المسرحي، 2008
- جائزة الدولة للتفوق في مجال الدراسات الأدبية، 2003
- كرمها مهرجان القاهرة الدولي للمسرح التجريبي ، 1996
- كرمتها العديد من المهرجانات المسرحية العربية منها مهرجان الشارقة ومهرجان مجلس التعاون الخليجي ومهرجان قرطاج ومهرجان أيام عمان المسرحية

## مؤلفاتها
أولاً : مؤلفات باللغة العربية :
-         عن التجريب سألوني : جولة في الملاعب المسرحية التجريبية ، مهرجان القراءة للجميع – الهيئة المصرية للكتاب 1998 م
-         التيارات المسرحية المعاصرة : مهرجان القراءة للجميع – الهيئة المصرية العامة للكتاب 1997 م
-         نافذة على الدراما والمسرح : مكتبة الأسرة – الهيئة المصرية العامة للكتاب 1995 م
-         الحرية والمسرح – المكتبة الثقافية – الهيئة المصرية العامة للكتاب 1991 م
-         أضواء على المسرح الإنجليزي – الهيئة المصرية العامة للكتاب 1990 م
-         أمسيات مسرحية  – الهيئة المصرية العامة للكتاب 1986 م
-         المسرح بين الفن والفكر– الهيئة المصرية العامة للكتاب 1985 م
-         المسرح بين النص والعرض – الهيئة المصرية العامة للكتاب 1999 م
-         شكسببريات – الهيئة المصرية العامة للكتاب 2000 م
-         المسرح بين الفن والحياة – الهيئة المصرية العامة للكتاب 2000  م
ثانياً : ترجمات مسرحية :
-         مسرح الثورة السوداء : ثلاث مسرحيات لأميري بركة ، إصدارات مهرجان القاهرة الدولي للمسرح التجريبي – وزارة الثقافة – 1991 م
-         مسرحيتان من المسرح الإنجليزي المعاصر : لغة الجبل لهارولد بنتر ،  وسالونيكا للويز بيج ، سلسلة روائع المسرح العالمي – الهيئة المصرية العامة للكتاب 1991 م
-         كوميديتان من عصر شكسبير : حدوته من حواديت العجائز لجورج بيل – فارس يد الهاون لفرانسيس بومونت – سلسلة روائع المسرح العالمي – الهيئة المصرية العامة للكتاب 1978 م
-         بعد البعث : أربع مسرحيات من المسرح الغربي – مكتبة الانجلو – القاهرة – 1984 م
ثالثاً : ترجمــات أدبيـــة : -
-         أنا معكم إلى الأبد – رواية للكاتب الأمريكي فريد تشايل – مركز الأهرام للترجمة والنشر 1994 – مع دراسة نقدية
-         نوبة حراسة وقصص أخرى – عشر قصص قصيرة من الأدب الأمريكي  – مركز الأهرام للترجمة والنشر – 1990 م – مع دراسة نقدية .
-         قصيدة الظلام – تأليف لورد باريرون – مجلة القاهرة – 1986 م  
رابعاً : ترجمــات أدبيــة ومسرحيـة إلى الإنجليزية :
-         فتافيت امراه – ديوان شعر لسعاد الصباح – الهيئة المصرية العامة للكتاب – 1991 م
-         أربع مسرحيات من فصل واحد لنجيب محفوظ – الهيئة المصرية العامة للكتاب 1989 م
-         بد أن يموت الملك – مسرحية لصلاح عبد الصبور - – الهيئة المصرية العامة للكتاب 1988 م
-         محاكمة في منتصف الليل – رواية لمحمد جلال – الهيئة المصرية العامة للكتاب – 1986 م